# Wizards of Waverly Place: The Movie
Wizards of Waverly Place: The Movie (Os Feiticeiros de Waverly Place: Férias nas Caraíbas em Portugal e Os Feiticeiros de Waverly Place: O Filme no Brasil) é um filme do Disney Channel, baseado na série de sucesso do canal, Wizards of Waverly Place. O longa estreou em 28 de Agosto de 2009 nos Estados Unidos, com uma audiência de 14,4 milhões de espectadores, se tornando a segunda maior audiência do Disney Channel em todos os tempos. Em Portugal, a estreia aconteceu em 17 de outubro de 2009, como parte da programação especial de Halloween do canal. Também estreou em sinal aberto na SIC, no dia 24 de dezembro de 2009. No Brasil, seu lançamento ocorreu em 25 de outubro de 2009, também incluído na programação de Halloween.
A produção começou em 15 de Fevereiro de 2009 em Porto Rico. O restante do filme foi gravado em Nova York e Los Angeles.
No filme, os protagonistas Selena Gomez, David Henrie e Jake T. Austin, como na série, interpretam os irmãos Russo. O filme foi escrito por Dan Berendsen, que também escreveu Hannah Montana: The Movie.
Havia um projeto para a continuação do filme, mas foi cancelado devido à complicações na agenda de alguns dos principais atores do elenco. A continuação colocaria fim à série Feiticeiros de Waverly Place, porém em uma entrevista a um canal da TV americana, Selena Gomez anunciou que a série terminará na 4ª temporada, anunciando quem vencerá a competição de feiticeiros. Em 2013 a série ganhou uma sequencia com o especial The Wizards Return: Alex vs. Alex. No dia 11 de maio de 2011, o filme estreou na TV Aberta, pela Sessão da Tarde da Rede Globo, alcançando a audiência isolada.

## Sinopse
A família Russo embarca numa viagem para um resort de férias no Caribe, onde Jerry (David DeLuise) e Theresa (Maria Canals Barrera) se conheceram... A aventura começa quando sua filha Alex (Selena Gomez) não quer ir para essas férias em família, e pede para o seu irmão Justin (David Henrie) a varinha da família para poder fazer um feitiço. Mas o que ela não previa é que isso desse errado, prejudicando a existência de seus irmãos, o que fez seus pais não se conhecessem mais. Agora para cancelar o feitiço, Alex e Justin devem encontrar na floresta a toda-poderosa "pedra dos sonhos". Enquanto isso, Max (Jake T. Austin) cria ocasiões para que seus pais se apaixonem de novo.

## Elenco
- Selena Gomez como Alex Russo
- David Henrie como Justin Russo
- Jake T. Austin como Max Russo
- Jennifer Stone como Harper Finkle
- Maria Canals-Barrera como Theresa Russo
- David DeLuise como Jerry Russo
- Steve Valentine como Archie
- Jennifer Alden como Giselle
- Xavier Enrique Torres como Javier

## Produção

### Escolha do elenco
O elenco completo da Série Original Disney Channel Wizards of Waverly Place estrelou o filme. No entanto, Jennifer Stone como Harper Finkle só fez aparições no início do filme, e não estrelou.

### Filmagem
Wizards of Waverly Place: The Movie foi filmado principalmente em San Juan, Porto Rico, entre fevereiro e março de 2009.
Cenas do hotel foram filmadas no Caribe Hilton Hotel em San Juan , enquanto a cena principal da caverna, onde Alex, Justin e Archie estão escalando dentro da caverna, foi baleado dentro de Cueva Ventana em Arecibo, bem como uma terra que fica no vale do Rio Grande de Arecibo em frente à montanha onde a caverna reside em que Alex pede instruções para o caverna. O antigo campo de batalha onde Alex e Justin competem para ser o bruxo da família acontece no Castillo San Felipe del Morro na Velha San Juan. A cena do metrô onde o trem da plataforma é mostrado foi filmado em Toronto , apesar da série ser baseada em Nova York .

### Promoção
Selena Gomez gravou uma versão da canção "Magic" para o filme que é apresentado na trilha sonora do filme e na série de televisão. Uma prévia do filme foi ao ar durante a conclusão do evento de quatro partes "Wizards vs. Vampires" no Disney Channel em 8 de agosto de 2009 e no Family Channel durante a semana de 24 de agosto de 2009. The What's What Edition do filme estreou em 24 de outubro de 2009 no Disney Channel.